# Toreby Barneshøj
Der Toreby Barneshøj (auch Thoreby Barneshøi oder Toreby Barneshøj Jættestue genannt) liegt in Toreby, westlich von Nykøbing Falster in der Guldborgsund Kommune auf der dänischen Insel Lolland.
Das kleine Ganggrab (dänisch Jættestue) hat nur zur Hälfte überlebt. Im Jahr 2009 beschlossen die Behörden die Anlage zu restaurieren. Das Ganggrab ist eine Bauform jungsteinzeitlicher Megalithanlagen, die aus einer Kammer und einem baulich abgesetzten, lateralen Gang besteht. Diese Form ist primär in Dänemark, Deutschland und Skandinavien, sowie vereinzelt in Frankreich und den Niederlanden zu finden.
Der einzige erhaltene, 14 Tonnen schwere, Deckstein wurde wieder aufgelegt und die sieben Tragsteine stabilisiert. Ersetzte Steine in der fehlenden Hälfte der Kammer und im Gang wurden markiert, um anzuzeigen, dass es sich um rekonstruierte Teile handelt. Der ursprüngliche Hügel muss relativ hoch gewesen sein. Der ziemlich niedrige neue Hügel ist Ergebnis der Restaurierung. Das Ergebnis vermittelt eine gute Vorstellung davon, wie die Ganggräber gebaut sind.
Die Langdyssen im Rykkerup Skov liegen westlich von Rykkerup in Toreby. Der Runddysse Kjallesten und der Runddysse von Toreby liegen östlich.